# Жак Сонго'о
Жак Сонго'о (фр. Jacques Songo'o, нар. 17 березня 1964) — камерунський футболіст, що грав на позиції воротаря. У списку найкращих футболістів ХХ століття за версією IFFHS посів шосте місце серед воротарів Африки.
Він провів переважну більшість своєї професійної кар'єри у Франції та Іспанії, зокрема за «Депортіво», за яке зіграв у більш ніж 200 офіційних матчах протягом шести сезонів та виграв чемпіонат 2000 року. Також представляв національну збірну Камеруну, у складі якої був учасником чотирьох чемпіонатів світу і став триразовим володарем Кубка африканських націй.

## Клубна кар'єра
Жак Сонго'о починав кар'єру в клубі «Канон Яунде», граючи за молодіжний склад. 1989 року був проданий французькому «Тулону». За цю команду він грав з 1989 по 1992 рік, але основним воротарем не став, через що перейшов в «Ле-Ман» з Ліги 2 на правах оренди, відігравши там один рік.
1993 року став гравцем «Меца». За три роки він зіграв 101 матч і в сезоні 1995/96 виграв Кубок французької ліги і був визнаний найкращим африканським воротарем у 1996 році.
У 1996 році поїхав в Іспанію і став грати за «Депортіво», де протягом перших чотирьох сезонів був основним воротарем. З клубом він виграв чемпіонат Іспанії в сезоні 1999/00 і Суперкубок у 2000 році. У 1997 році став володарем трофею Рікардо Самори, який вручається воротарю, який пропустив найменше голів у чемпіонаті Іспанії за сезон. 13 лютого 2000 року Сонго'о забив свій перший гол, але він був неправомірно скасований і в кінцевому підсумку галісійський клуб поступився «Нумансії» (0:1).
Того ж року «Депортіво» придбало Хосе Моліну і Сонго'о поступився місцем у воротах, а в 2001 році повернувся в «Мец». 2003 року на правах вільного агента повернувся в «Депортіво», де знову став дублером Моліни і завершив кар'єру 2004 року, провівши свій останній матч у Прімері у віці 40 років і 67 днів, ставши найстарішим воротарем-іноземцем, що зіграв у цьому турнірі.

## Виступи за збірну
1984 року дебютував в офіційних матчах у складі національної збірної Камеруну. Того ж року зі збірною став переможцем  Кубка африканських націй 1984 року у Кот-д'Івуарі, а також взяв участь у футбольному турнірі на Олімпійських іграх в Лос-Анджелесі. Через чотири роки Жак був у заявці і на Кубку африканських націй 1988 року у Марокко, де також став з командою чемпіоном Африки.
З чемпіонату світу 1990 року в Італії Сонго'о зіграв у чотирьох поспіль чемпіонатах світу, проте основним був лише на чемпіонаті світу 1998 року у Франції, де зіграв у трьох матчах. На першому «мундіалі» Жак взагалі на полі не з'являвся, а на чемпіонаті світу 1994 року у США Анрі Мішель вирішив випустити молодого Сонго'о на останній матч групового етапу проти Росії, в якому Жак пропустив 6 голів, а його команда поступилась 1:6 і покинула турнір. Відігравши усі три матчі збірної на третьому для себе чемпіонаті, на останньому, яким став чемпіонат світу 2002 року в Японії і Південній Кореї, Сонго'о був дублером Альюма Букара і на турнірі не зіграв.
Крім того, за цей період Сонго'о зіграв ще на чотирьох Кубках африканських націй: 1990 року в Алжирі, 1992 року у Сенегалі, 1998 року у Буркіна Фасо та 2002 року у Малі, здобувши того року титул континентального чемпіона, втретє у своїй кар'єрі. Також Жак брав участь й у першому для Камеруну Кубку конфедерацій 2001 року в Японії і Південній Кореї, зігравши в одному матчі.
Всього протягом кар'єри у національній команді, яка тривала 19 років, провів у формі головної команди країни 46 матчів.

## Титули і досягнення

### Командні
- Володар Кубка французької ліги (1):

«Мец»: 1995–96
- Чемпіон Іспанії (1):

«Депортіво»: 1999–2000
- Володар Суперкубка Іспанії (1):

«Депортіво»: 2000
- Володар Кубка африканських націй (3):

Камерун: 1984, 1988, 2002
- Переможець Кубка африканських націй: 1984
- Срібний призер Кубка африканських націй: 1986

### Особисті
- Трофей Рікардо Самори: 1996–97

## Приватне життя
Сонго'о також має французьке громадянство. Обидва його сини Франк Сонго'о і Янн Сонго'о також футболісти.